# Шер-Хан
Шер-Ха́н (Шерха́н) (англ. Shere Khan) — персонаж из сборника рассказов «Книга джунглей» английского писателя Редьярда Киплинга, бенгальский тигр, главный антагонист Маугли.

## Происхождение имени и настоящее имя Шер-Хана
В произведении прозвище «Шер-Хан» закрепилось за матёрым тигром, который сам называл себя полноправным и единоличным хозяином джунглей. От рождения матерью ему было дано прозвище Лунгри (англ. Lungri, в переводе с хинди — «Хромой»), так как тигрёнок родился с хромой лапкой. Из-за хромоты не мог охотиться на диких животных, ограничиваясь менее ловким и подвижным домашним скотом.
Назван так Киплингом в честь индийского падишаха и военачальника Шер-шаха (в переводе с хинди «Царь-лев», «Царь-тигр»). Слово Шер переводится c урду, хинди и фарси, где означает буквально «Лев». «Тигр» на фарси - бабр, хинди- бааг. Слово «Хан» происходит от тюркского одноимённого титула. Шер-шахом (настоящее имя — Фарид-хан) его стали звать после того, как будучи на охоте, он убил тигра. Сокращения имени: Ханни, Канни.
Согласно самому Киплингу, «Shere Khan» следует произносить как «Шир кан» (англ. Sheer Khan). Так или иначе, но его имя в англоязычных, русскоязычных и других экранизациях всегда произносится именно «Шер-Хан».

## Жизнь и смерть Шер-Хана

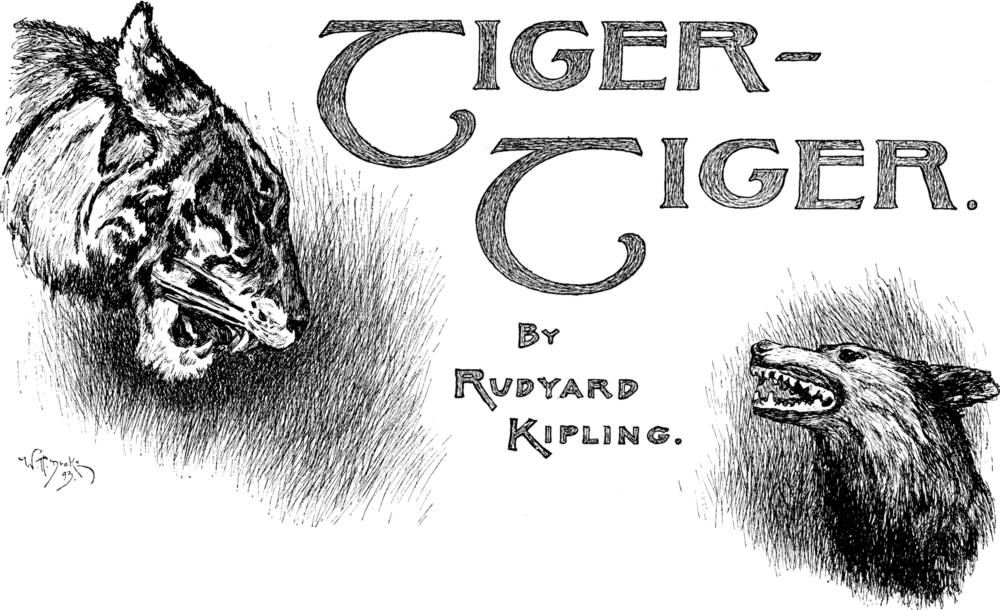
иллюстрация 1895 года работы Уильяма Дрейка к рассказу «Тигр! Тигр!» – Шер-Хан и Акела

Уже будучи взрослым тигром, Шер-Хан нападает на родителей новорождённого Маугли, в связи с чем Маугли попадает в семью двух волков. Позднее его принимает в свою стаю Акела. Раздосадованный потерей добычи, тигр клянётся, что рано или поздно убьёт Маугли.
Киплинг описывает его как кровожадного тигра, которого боялись почти все обитатели джунглей (за исключением самого Маугли, Акелы, слона Хатхи, питона Каа и приемной матери Маугли, волчицы Ракши). Так, в рассказе «Как приходит страх» Шер-Хан охотится и убивает человека просто ради азарта.
Через десять лет после нападения на родителей Маугли Шер-Хан подбивает молодых волков выступить против Акелы, преуспевая в этом, особенно в момент, когда Акела промахнулся на охоте. Шер-Хан требует волков отдать ему Маугли, в противном случае угрожая забрать себе всю их добычу. Сам Маугли при этом нападает на Шер-Хана и его свору и обращает их в бегство горящим факелом, угрожая, что однажды он снимет шкуру с ненавистного ему тигра.
«Тигр! Тигр!»
Из рассказа «Тигр! Тигр!» известно, что местные жители знают о хромом тигре, терроризирующем всю округу, и верят, что он есть не что иное, как реинкарнация местного узурпатора, раненного в ногу в ходе восстания и ставшего хромым. К слову, сам Маугли не верит в эти истории, насмехаясь над ними.
Тем временем волк по прозвищу Серый Брат нападает на шакала Табаки — главного приспешника Шер-Хана, — и узнаёт от него, когда и где Шер-Хан собирается напасть на Маугли. Убив шакала, он делится полученной информацией с Маугли. С помощью Акелы, ушедшего из стаи и ставшего к тому времени волком-одиночкой, Серый Брат и Маугли устраивают Шер-Хану ловушку в узком ущелье, где стадо напуганных ими буйволов топчет Шер-Хана насмерть.

## Борьба за тигриную шкуру
После смерти Шер-Хана Маугли, исполняя данное им обещание, свежует его. Тем временем начинается борьба за шкуру убитого Шер-Хана, когда внезапно появившийся охотник Бальдео пытается отнять шкуру у Маугли, но падает наземь, приваленный подоспевшим Акелой.
Маугли возвращается в деревню со шкурой на плече, ведя стадо буйволов. Однако сельчане прогоняют его из деревни, заподозрив в колдовстве. Маугли отправляется на скалу Совета, где собирается совет волчьей стаи, бросает на неё шкуру Шер-Хана и исполняет ритуальный танец с песнопениями, в котором изливает весь свой гнев и смятение.